# 寒川郡 (栃木縣)
寒川郡是日本栃木縣辖下的一个郡，下辖12村，已於1889年3月12日因編入下都賀郡而廢除郡建置。

## 郡域
1878年（明治十一年）時寒川郡大約為以下區域。
- 小山市（大字中里、鏡、網戶、楢木、生良、上生井、迫間田、寒川、小袋、井岡、下河原田除生駒的一部分）

### 廢除前管轄範圍
- 中里村
- 鏡村
- 迫間田村
- 寒川村
- 網戶村
- 楢木村
- 生良村
- 上生井村
- 小袋村
- 井岡村
- 下河原田村
- 上河原田村

## 相關項目
- 日本已不存在的郡列表

| 前任者： － | 行政區變遷 ？－1889年 | 繼任者： 下都賀郡 |